# Changed the Way You Kiss Me
Changed the Way You Kiss Me ist ein Lied des britischen Rappers Example, das im Juni 2011 erschien.

## Entstehung und Veröffentlichung
Getextet und komponiert wurde das Lied vom Interpreten selbst. Für die Produktion zeichnete Michael Woods verantwortlich.
Die Erstveröffentlichung von Changed the Way You Kiss Me erfolgte am 5. Juni 2011 als Single bei Ministry of Sound. Diese erschien als Download mit fünf verschiedenen Versionen des Liedes (Katalognummer: 06025 2782398). Am 9. September 2011 erschien bei Vertigo Records eine 2-Track-CD-Single mit zwei Versionen des Liedes (Katalognummer: 06025 2780740). Vier Tage zuvor erschien das Lied als Teil von Examples dritten Studioalbum Playing in the Shadows (Katalognummer: MOSART2), dessen erste Singleauskopplung es ist.

## Musikvideo
Im 3:14 Minuten langen Musikvideo sieht man Example am Anfang erst, wie er vor dem Spiegel steht und sich Wasser ins Gesicht reibt. Als der Refrain das erste Mal beginnt, rappt er das Lied vor seinen Fans.

## Rezeption
„In a chart climate dominated with emotional balladry from Adele one minute and thumping feel-good club-pop from LMFAO the next, an artist can be forgiven for feeling a little confused about where the current music scene is headed and thus how to create a bona-fide hit that will send them straight to the top. That said, Fulham-born Example may just have the answer with this trailer from his forthcoming LP.“

Das Lied war im Januar 2012 bei den BRIT Awards nominiert. BBC bezeichnete es als „Hottest Record In The World“.

## Kommerzieller Erfolg

### Chartplatzierungen
| ChartsChartplatzierungen     | Höchstplatzierung | Wochen |
| ---------------------------- | ----------------- | ------ |
| Deutschland (GfK)            | 8 (17 Wo.)        | 17     |
| Österreich (Ö3)              | 33 (15 Wo.)       | 15     |
| Schweiz (IFPI)               | 20 (14 Wo.)       | 14     |
| Vereinigtes Königreich (OCC) | 1 (14 Wo.)        | 14     |

| ChartsJahrescharts (2011)    | Platzierung |
| ---------------------------- | ----------- |
| Deutschland (GfK)            | 81          |
| Vereinigtes Königreich (OCC) | 17          |

### Auszeichnungen für Musikverkäufe
| Land/Region                  | Auszeichnungen für Musikverkäufe (Land/Region, Auszeichnung, Verkäufe) | Verkäufe  |
| ---------------------------- | ---------------------------------------------------------------------- | --------- |
| Australien (ARIA)            | Platin                                                                 | 70.000    |
| Deutschland (BVMI)           | Gold                                                                   | 150.000   |
| Vereinigtes Königreich (BPI) | 2× Platin                                                              | 1.200.000 |
| Insgesamt                    | 1× Gold · 3× Platin ·                                                  | 1.420.000 |